# الأميرة بولين من أنهالت برنبورغ
كانت الأميرة بولين كريستينه فيلهلمينه من أنهالت برنبورغ المعروفة أيضًا باسم الأميرة بولين من ليبه (23 فبراير 1769 - 29 ديسمبر 1820) الأميرة القرينة لإمارة ليبه، وذلك على إثر زواجها من ليوبولد الأول أمير ليبه في عام 1796. تولت وصاية عرش ليبه خلال فترة قصور ابنها خلال الفترة الممتدة من عام 1802 حتى عام 1820. تعد بولين أحد أهم حكام ليبه. يعود إليها الفضل في وقف العمل بنظام القنانة من خلال المرسوم الأميري الذي أصدرته بتاريخ 1 يناير عام 1809. استطاعت الأميرة بولين المحافظة على استقلال الإمارة إبان الحروب النابليونية. ووضعت دستورًا حد من السلطات المخولة لمجلس طبقات الشعب. ومع ذلك فقد كانت أهدافها الاجتماعية من أكثر ما اشتهرت به في الوعي التاريخي الجماعي لسكان ليبه. قادها تأثرها بالمؤلفات الإصلاحية الفرنسية إلى حملها على تأسيس أول مركز لرعاية الأطفال في ألمانيا ومدرسة عمالية للأطفال المهملين ومعسكر عمل تطوعي للمستفيدين من المساعدات الخيرية ومؤسسة للرعاية الصحية مزودة بمركز للإسعافات الأولية.

## حياتها
ولدت بولين في بلدة بالنشتيت، وهي ابنة فريدريك ألبرت أمير أنهالت برنبورغ وزوجته لويزه ألبرتينه من شلسفيغ هولشتاين زوندربورغ بلون. فارقت والدتها الحياة جراء إصابتها بداء الحصبة بعد بضعة أيام من ولادتها. كان لديها أخ أكبر يدعى ألكسيوس فريدريك كريستيان (1767 - 1834)، والذي اعتلى عرش دوقية أنهالت برنبورغ بدءًا من عام 1807. لوحظ على بولين تمتعها بفطانة العقل منذ نعومة أظافرها. أخذ الأمير فريدريك ألبرت على عاتقه تربية ابنته بولين وابنه ووريثه ألكسي. كانت من الطلبة المجدين، وتعلمت الفرنسية بالإضافة إلى اللاتينية والتاريخ والعلوم السياسية. باشرت بمساعدة أبيها في إدارة شؤون الحكومة حين كانت في الثالثة عشر من العمر. تولت في بادئ الأمر شؤون المراسلة باللغة الفرنسية والمراسلة بين أهالي قلعة بالنشتيت ومكاتب الحكومة في برنبورغ. تأثر تعليمها بالأخلاقيات المسيحية وأفكار عصر التنوير تأثرًا بالغًا. واظبت بولين على ممارسة ما تعلمته في شبابها في ما بعد، وذلك على غرار تعاليم يوهان هاينريش بستالوتزي وجان جاك روسو.

تزوجت الأميرة بولين من الأمير ليوبولد الأول من ليبه في يوم 2 يناير عام 1796. احتفي بزفافهما في بالنشتيت، وعاد الزوج إلى دتمولد وسط تعالي الهتافات الصاخبة لأهالي المدينة في يوم 21 يناير عام 1796. حاول ليوبولد أن يطلب يد بولين مرارًا على مر السنين، غير أن الأميرة قابلت التماساته المتكررة بالرفض، ولم يعقد قرانهما إلا بعد تحسن صحة ليوبولد. كان الأخير قد وضِع تحت الوصاية لفترة وجيزة من الزمن بسبب معاناته من التشوش الذهني. امتدحت بولين زواجهما وزوجها «المحب» في السنوات اللاحقة. إذ اعترفت في رسالة وجهتها إلى ابن عمها المؤتمن به فريدريك كريستيان من شلسفيغ هولشتاين زوندربورغ أوغستنبورغ بالآتي:
لم أقدم على هكذا خطوة بقدرٍ أكبر من التمعن، ولم اتخذ قرارًا مجردًا من الحمية كهذا القرار لأن حبي لم يكن شبيهًا بالعدسة المكبرة في الحقيقة أمام [...] قلبي الذي طغى على عقلي بعد تقربي منه. إن الأمير صالح ونبيل وورع. إنه يحبني ويقدرني ويكن في داخله قيمًا أكثر بكثير من مظاهره.
— بولين في إحدى مراسلاتها (مقتبسة في كنيتل).
أنجبت بولين ابنين ألا وهما ليوبولد (مواليد يوم 6 نوفمبر عام 1796)، وفريدريك (مواليد يوم 8 ديسمبر عام 1797)، وابنة ثالثة تدعى لويزه والتي فارقت الحياة بعد فترة وجيزة من ولادتها بتاريخ 17 يوليو عام 1800.
توفي ليوبولد الأول في يوم 4 أبريل عام 1802، لتتولى بولين وصاية العرش بالنيابة عن ابنها القاصر الأمير ليوبولد في يوم 18 مايو. اتفق ليوبولد وبولين في عقد الزواج المبرم بينهما في سنة 1795 على تقلد بولين حضانة ووصاية الأمير الصغير. عارض مجلس طبقات ليبه هذه القاعدة بشدة. ومع ذلك، لم يكن هناك وصي ذكر مناسب، وهكذا استطاعت بولين إثبات كفاءتها كوصية. استمر حكمها لمدة تقارب العقدين من الزمن، ويعد فصلًا سعيدًا في تاريخ ليبه.
شغلت بولين منصب عمدة مدينة لمغو خلال الفترة الممتدة من عام 1818 إلى حين وفاتها، وجاء ذلك بالتزامن مع المدة التي حكمت خلالها إمارة ليبه. تراكمت الديون الطائلة على المدينة بعد انتهاء الحروب النابليونية. لم يجد أحد عمدة جديد مناسب للمدينة بعد وفاة العمدة أوفربيك في عام 1817. اتفق رجال القضاء والمواطنون على أن يطلبوا من بولين تخصيص فترة من وقتها لتولي شؤون الشرطة والشؤون والمالية الخاصة بحكومة المدينة تحت إشرافها المباشر لفترة تناهز الست سنوات.... ردت بولين في نفس اليوم وقبلت دعوتهم هذه، وذلك خلافًا لتوقعات الجميع. مثلها على الصعيد المحلي المحامي المخضرم والمتفاني كستنر بصفته مفوضًا رسميًا. تمكنت بولين من تحسين الوضع المالي والاجتماعي من خلال اتخاذ بعض الإجراءات التي لم تحظى بشعبية تذكر، غير أنها ظلت دائمًا تحترم القواعد البرلمانية الخاصة بالمدينة. أسست بولين ورشة عمالية للفقراء وناديًا خدميًا تحت إشرافها الخاص، وذلك على غرار ما فعلته في مدينة دتمولد في عام 1801.
خططت بولين للتقاعد عن الخدمة في ليبيهوف، وهو قصر باروكي يقع في مدينة لمغو ويرجع تاريخ بناؤه إلى عام 1734. غير أنها توفيت في يوم 29 ديسمبر عام 1820، وجاء ذلك بعد مرور بضعة أشهر على تسليمها شؤون الحكومة لسليلها ليوبولد الثاني بتاريخ 3 يوليو عام 1820.

## نابليون وبولين
كان هناك عدة دلائل تشير إلى إعجاب بولين بنابليون. إذ كانت ممتنة لسماحه لليبه بالحفاظ على استقلالها. تعزز رأي بولين في هذا الصدد بعد مراسلاتها مع الدبلوماسي واسع الاطلاع كارل فريدرش راينهارد الذي كان يعمل لصالح فرنسا وكان صديقًا ليوهان غوته. كان راينهارد من أنصار الثورة الفرنسية، وكان سفيرًا في بلاط مملكة وستفاليا في مدينة كاسل. ظلت بولين حتى النهاية تعتقد أن نابليون سوف ينتصر في الحرب. ولم يكن بوسع الأخبار التي أفادت بتعرض نابليون للهزيمة في روسيا من تغيير قناعاتها. كانت من المعارضين لانفصال إمارة ليبه عن اتحاد الراين، وبادرت ليبه إلى ملاحقة الجنود الذين فروا من جيش نابليون.
تصرف الملازم البروسي هاكستهاوزن -والذي عمل كدبلوماسي لدى روسيا- بإجحاف معها. ردت عليه بولين من خلال زجه في المصحة العقلية. لم يطلق سراحه إلا عندما أعلنت إمارة ليبه بلدًا معاديًا عقب معركة لايبزيغ واحتلال القوات البروسية لأراضيها. جاء القائد والعقيد البروسي فون دير مارفتز على ذكر هذه الحادثة في رسالة بعثها إلى زوجته وكتب فيها عن بولين: «إن الأميرة الوصية شخص نذل، إذ أنها لطالما خدمت نابليون بإخلاص».

## الخلاف الدستوري
ضم مجلس طبقات الشعب ممثلين من عن الفرسان ومدن الإمارة. كان هؤلاء الممثلون يجتمعون في البرلمان الإقليمي كل عام للتباحث في شؤون ليبه واتخاذ ما يتناسب من قرارات. علقت هذه الحقوق التي حظي بها المجلس نظرًا لعضوية ليبه في اتحاد الراين، وعينت الأميرة عاهلًا على البلاد. أمعنت بولين في السلطات الجديدة التي تقلدتها إلى حد أنها لم تعد بحاجة للحصول على موافقة مجلس طبقات الشعب:
لم يعد بوسعي -مع أن اللوم قد يقع على شخصيتي الحادة [...]، أن أقاسي الذرائع والطعنات والطرق المفتقرة للاحترام، والتعطيل اللامتناهي لأي إجراء حسن يبادر مجلس الطبقات إلى منعه عامًا بعد عام.
— بولين، الرسائل (مقتبسة من سجلات ليبه).